# Nicholas Baker
Nicholas Brian Baker (23 novembre 1938 - 25 avril 1997) est un député conservateur britannique et un ministre du gouvernement.

## Biographie
Il fait ses études au Clifton College et à l'Université d'Oxford. Après s'être présenté sans succès pour le siège travailliste de Peckham en février et octobre 1974, il représente la circonscription parlementaire de North Dorset de 1979 jusqu'à sa mort en 1997. Il est marié à Carol d'Abo, sœur du musicien et diffuseur Mike d'Abo, et ils adoptent un fils Matthew et une fille Annabel.
Il est ministre junior au ministère de l'Intérieur sous Michael Howard. Dans ce poste, il est impliqué dans le blocage des tentatives de Mohamed Al-Fayed pour obtenir la citoyenneté britannique et dans le sursis largement médiatisé d'un chien appelé Dempsey qui avait été menacé de mort en vertu du Dangerous Dogs Act 1991.
Des problèmes de santé poussent Baker à démissionner de son poste ministériel et il annonce qu'il ne se représenterait pas pour son siège parlementaire aux élections générales de 1997. Il est décédé peu de temps avant l'élection, ayant été fait chevalier au cours des dernières semaines de sa vie.